# عیار تنها (فیلم)
عیّار تنها فیلمِ مستندی است از علاء محسنی دربارهٔ بهرام بیضایی. نامِ فیلم برگرفته است از فیلم‌نامهٔ فیلم‌نشدهٔ بیضایی به همین نام.

## نقد و نظر
موضوعِ فیلم، به قولِ فرزاد استوارزاده، «نبودن و چرایی نبودن بهرام بیضایی در کشور خودش است.» به گفتهٔ فیلم‌ساز: «این «عیّار تنها» متاسفانه تنها عیّار تنها نیست، هزاران هزار عیّار دیگر هستند که در چنین وضعیتی از وطن خودشان تارانده شدند، چون در کشور خودشان جایی برای کار و زندگی ندارند.»
جواد طوسی به گفته‌های بیضایی دربارهٔ مسعود کیمیایی در فیلم اعتراض کرد؛ و سعید مستغاثی روایتِ بیضایی از واقعهٔ ۱۳۲۸ ابرکوه در فیلم را دروغ شناخت.
۱۷ نوامبرِ ۲۰۲۰ نشستی اینترنتی برگزار شد که در آن محسنی به پرسش‌های علاقمندان پاسخ گفت.